# 遠藤祐輔
遠藤 祐輔（えんどう ゆうすけ、1985年 - ）は日本の写真家。

## 経歴
- 1985年、宮城県仙台市生まれ。
- 2007年、東京芸術大学美術学部先端芸術表現科卒業。
- 2021年、大阪大学大学院言語文化研究科入学。

## 受賞歴
- 「第 14 回写真 1_WALL」審査員奨励賞 高橋朗選（2016年）
- 「第 15 回写真 1_WALL」ファイナリスト（2016年）[1]
- 「写真新世紀 2019」優秀賞（2019年）[2]

## 展覧会

### 個展
- 「目においていかれないように」（2018年、ニコンサロン）[3]
- 「Post Decisive Moment」（2021年、IG Photo Gallery）[4]

### グループ展
- 「floating view 郊外からうまれるアート」（2011年、トーキョーアーツアンドスペース）
- 「floating view2　トポフィリア・アップデート」（2011年、新宿眼科画廊）
- 「第 15 回写真 1_WALL」（2016年、ガーディアン・ガーデン）
- 「あなたと海のあいま、通り過ぎてゆくすべて」（2017年、塩竈市杉村惇美術館）
- 「写真新世紀 2019」（2019年、東京都写真美術館）
- 「Medias」（2019年、横浜市民ギャラリーあざみ野）
- 「imshow」（2020年、kanzan gallery）
- 「error CS0003」（2021年、TURNER GALLERY）

## 著作

### 写真集
- 「幽霊の証言」(2017、DOOKS) ISBN 978-4-907934-22-4
- 「長井さんの話」(2017、DOOKS) ISBN 978-4-907934-24-8
- 「時間という概念がないところ、絵画と写真のように惹かれ合うけれど、光は境界線を漂うだけ」(2018、DOOKS) ISBN 978-4-907934-32-3
- 「Post Decisive Moment」(2021、paper company)